# Campionati svizzeri di sci alpino 2025
I Campionati svizzeri di sci alpino 2025 si sono svolti a Saint-Luc e a Zinal dal 2 al 7 aprile; sono stati assegnati i titoli di discesa libera, supergigante, slalom gigante e slalom speciale, sia maschili sia femminili. 
Oltre agli sciatori svizzeri, hanno potuto concorrere al titolo anche gli sciatori di nazionalità liechtensteinese, mentre gli atleti delle altre federazioni, pur prendendo parte alle competizioni, hanno potuto ottenere solo prestazioni valide ai fini del punteggio FIS.

## Risultati

### Uomini

#### Discesa libera
| Pos. | Atleta            | Nazione  | Tempo   |
| ---- | ----------------- | -------- | ------- |
| 1    | Franjo von Allmen | Svizzera | 1:08,00 |
| 2    | Alexis Monney     | Svizzera | 1:08,33 |
| 3    | Joel Lütolf       | Svizzera | 1:09,18 |
| 4    | Dominic Ott       | Svizzera | 1:09,23 |
| 5    | Lars Rösti        | Svizzera | 1:09,48 |
| 6    | Silvano Gini      | Svizzera | 1:09,50 |
| 7    | Delio Kunz        | Svizzera | 1:09,52 |
| 8    | Joel Bebi         | Svizzera | 1:09,60 |
| 9    | Denis Corthay     | Svizzera | 1:09,66 |
| 9    | Fabian Spring     | Svizzera | 1:09,66 |

Località: Zinal

Data: 2 aprile

#### Supergigante
| Pos. | Atleta            | Nazione  | Tempo |
| ---- | ----------------- | -------- | ----- |
| 1    | Sandro Zurbrügg   | Svizzera | 58,00 |
| 2    | Dominic Ott       | Svizzera | 58,74 |
| 3    | Alexis Monney     | Svizzera | 58,79 |
| 3    | Gaël Zulauf       | Svizzera | 58,79 |
| 5    | Marco Kohler      | Svizzera | 58,89 |
| 6    | Franjo von Allmen | Svizzera | 58,92 |
| 7    | Livio Hiltbrand   | Svizzera | 59,09 |
| 8    | Stefan Rogentin   | Svizzera | 59,17 |
| 9    | Eric Wyler        | Svizzera | 59,31 |
| 10   | Alessio Miggiano  | Svizzera | 59,33 |

Località: Zinal

Data: 4 aprile

#### Slalom gigante
| Pos. | Atleta            | Nazione  | Tempo   |
| ---- | ----------------- | -------- | ------- |
| 1    | Livio Simonet     | Svizzera | 2:17,33 |
| 2    | Nick Spörri       | Svizzera | 2:17,66 |
| 3    | Sandro Zurbrügg   | Svizzera | 2:17,84 |
| 4    | Semyel Bissig     | Svizzera | 2:17,85 |
| 5    | Florian Vogt      | Svizzera | 2:17,95 |
| 6    | Kilian Ablanalp   | Svizzera | 2:18,27 |
| 7    | Marco Fischbacher | Svizzera | 2:18,71 |
| 8    | Joel Lütolf       | Svizzera | 2:18,96 |
| 9    | Nando Reiser      | Svizzera | 2:19,10 |
| 10   | Eric Wyler        | Svizzera | 2:19,19 |

Località: Zinal

Data: 5 aprile

#### Slalom speciale
| Pos. | Atleta            | Nazione  | Tempo   |
| ---- | ----------------- | -------- | ------- |
| 1    | Marc Rochat       | Svizzera | 1:27,34 |
| 2    | Ramon Zenhäusern  | Svizzera | 1:27,44 |
| 3    | Matthias Iten     | Svizzera | 1:27,59 |
| 4    | Sandro Simonet    | Svizzera | 1:27,98 |
| 5    | Noel von Grünigen | Svizzera | 1:28,42 |
| 6    | Gino Stucki       | Svizzera | 1:28,48 |
| 7    | Reto Mächler      | Svizzera | 1:28,61 |
| 8    | Tanguy Nef        | Svizzera | 1:28,66 |
| 9    | Florian Vogt      | Svizzera | 1:28,73 |
| 10   | Giuliano Fux      | Svizzera | 1:28,78 |

Località: Saint-Luc

Data: 7 aprile

### Donne

#### Discesa libera
| Pos. | Atleta             | Nazione  | Tempo   |
| ---- | ------------------ | -------- | ------- |
| 1    | Stefanie Grob      | Svizzera | 1:10,51 |
| 2    | Delia Durrer       | Svizzera | 1:10,93 |
| 3    | Janine Schmitt     | Svizzera | 1:10,99 |
| 4    | Sina Fausch        | Svizzera | 1:11,88 |
| 5    | Joana Hählen       | Svizzera | 1:11,91 |
| 6    | Celine Reichenbach | Svizzera | 1:12,05 |
| 7    | Daria Zurlinden    | Svizzera | 1:12,14 |
| 8    | Nora Guggisberg    | Svizzera | 1:12,26 |
| 9    | Sina Elsa          | Svizzera | 1:12,32 |
| 10   | Allegra Frei       | Svizzera | 1:12,34 |

Località: Zinal

Data: 2 aprile

#### Supergigante
| Pos. | Atleta          | Nazione  | Tempo   |
| ---- | --------------- | -------- | ------- |
| 1    | Corinne Suter   | Svizzera | 58,50   |
| 2    | Malorie Blanc   | Svizzera | 58,71   |
| 3    | Stefanie Grob   | Svizzera | 58,73   |
| 4    | Alina Willi     | Svizzera | 59,15   |
| 5    | Janine Schmitt  | Svizzera | 59,33   |
| 6    | Sina Fausch     | Svizzera | 59,68   |
| 7    | Dania Allenbach | Svizzera | 59,90   |
| 8    | Priska Nufer    | Svizzera | 1:00,21 |
| 9    | Leandra Zehnder | Svizzera | 1:00,27 |
| 10   | Vanessa Kasper  | Svizzera | 1:00,33 |

Località: Zinal

Data: 4 aprile

#### Slalom gigante
| Pos. | Atleta            | Nazione  | Tempo   |
| ---- | ----------------- | -------- | ------- |
| 1    | Vanessa Kasper    | Svizzera | 2:22,21 |
| 2    | Sue Piller        | Svizzera | 2:22,53 |
| 3    | Malorie Blanc     | Svizzera | 2:23,04 |
| 4    | Shaienne Zehnder  | Svizzera | 2:23,83 |
| 5    | Dania Allenbach   | Svizzera | 2:24,13 |
| 6    | Stefanie Grob     | Svizzera | 2:24,23 |
| 7    | Janine Schmitt    | Svizzera | 2:24,33 |
| 8    | Selina Egloff     | Svizzera | 2:24,61 |
| 9    | Sina Fausch       | Svizzera | 2:24,92 |
| 10   | Juliette Fournier | Svizzera | 2:25,05 |

Località: Zinal

Data: 5 aprile

#### Slalom speciale
| Pos. | Atleta              | Nazione  | Tempo   |
| ---- | ------------------- | -------- | ------- |
| 1    | Selina Egloff       | Svizzera | 1:26,98 |
| 2    | Anuk Brändli        | Svizzera | 1:27,20 |
| 3    | Mélanie Meillard    | Svizzera | 1:27,30 |
| 4    | Aline Danioth       | Svizzera | 1:27,42 |
| 5    | Aline Höpli         | Svizzera | 1:27,91 |
| 6    | Eliane Christen     | Svizzera | 1:28,01 |
| 7    | Faye Buff           | Svizzera | 1:28,36 |
| 8    | Amélie Klopfenstein | Svizzera | 1:28,72 |
| 9    | Sarina Dörig        | Svizzera | 1:28,90 |
| 10   | Shaienne Zehnder    | Svizzera | 1:28,92 |

Località: Saint-Luc

Data: 7 aprile